# 贵族 (歌曲)
〈贵族〉是新西兰歌手洛德的一首歌曲，出自她2012年的首张迷你专辑《爱情俱乐部》（The Love Club EP），随后收录于她2013年的首张录音室专辑《纯粹女英雄》（Pure Heroine）。歌曲融合了艺术摇滚、流行电子和简约流行。由洛德和喬爾·立特（Joel Little）作曲，立特制作，这首歌抒发了厌恶当代艺术家豪华生活方式的情绪。
歌曲于2013年6月3日作为洛德的首支单曲发布。歌曲获得音乐评论家的好评，尤其是简约制作和歌曲方面。它经历了国际的商业成功，在众多国家的唱片排行榜上登顶，包括加拿大、爱尔兰、新西兰、英国。在美国，单曲在公告牌百强单曲榜占据榜首位置长达九个星期，洛德也因此成为首位登顶百强单曲榜的新西兰独唱艺人，还是自1987年以来实现榜首单曲的最年轻艺人。截至2014年11月，单曲已售出1000万张。
洛德在众多节目中表演歌曲，包括《吉米·法伦深夜秀》（Late Night with Jimmy Fallon）、《艾伦秀》和2013年新西兰音乐奖（New Zealand Music Awards）。歌曲的国际版和美国版音乐录影带由乔尔·科发利（Joel Kefali）。歌曲被列为《滚石》、《时代》和《Spin》。歌曲还赢得众多奖项，包括格莱美奖年度歌曲奖、最佳流行独唱表演和澳大利亚表演权协会希维尔·斯克洛奖（APRA Silver Scroll Award）。2014年全英音乐奖上歌曲与解密兄弟和AlunaGeorge歌曲〈鬼讯号〉（"White Noise"）的现场混搭版作为公益歌曲发行。

## 背景
洛德在12岁时被环球唱片A&R代表斯科特·麦克拉科伦（Scott MacLachlan）发掘，马克拉科伦看了洛德在新西兰奧克蘭的学校才艺秀中的表演镜头。13岁时，洛德开始独自写歌。麦克拉科伦没能让多名词曲作者和制作人协助洛德制作。最终，他于2011年12月让洛德与喬爾·立特组对，当时她刚满15岁。洛德的声乐表现和写歌能力给立特留下了深刻的印象，而他打造的歌曲都基于洛德歌词的音乐结构。

## 歌曲创作
2012年7月，洛德在家里花了半个小时写了〈贵族〉一曲。两人在立特于奧克蘭莫宁赛德的黄金时代录音室录制歌曲 。用了一周时间，洛德在学校放假期间完成〈贵族〉的录制。洛德看到1976年7月号的《国家地理杂志》上摄影师泰德·斯皮格尔（Ted Spiegel）所摄的一张图片，图片上的堪萨斯城皇家队队员乔治·布列特穿着印有球队名的T恤衫，在棒球上签名，这让洛德萌生写歌讽刺流行音乐家奢华生活的想法。2013年9月3日接受VH1采访时，洛德回忆道：“这就是那个词的来源，这真的很酷。”更广泛地说，历史悠久的贵族也是歌曲的灵感之一。她还解释歌词“在梦里我们也可以开凯迪拉克”（We're driving Cadillacs in our dreams）是她在12岁时收到的一本日记中读到的。洛德进一步透露，她在创作过程中受到嘻哈派艺术家“胡扯”地提到“昂贵”的酒精和汽车的影响。
我肯定取笑过人们所做的许多正经事。我听过很多嘻哈歌曲，我开始友善地意识到嘻哈文化中的酷，是你必须要有那种车，喝那种伏特加，戴着那种手表，我很喜欢“我一生从未在字面上见过那些手表中的一块”。
〈贵族〉使用Pro Tools软件制作。《Spin》杂志一名专栏作家形容歌曲是一首艺术流行歌曲。与此同时，《声音效果》的评论员形容歌曲是小众作品，而《每日电讯报》的詹姆斯·拉楚（James Lacho）详述歌曲是一首电子流行乐作品。歌曲以D混合利底亚调式写就，紧贴I-vii-IV（D-c-G）和弦进程。歌曲有着每分钟85拍（行板）的舒缓节拍。歌曲旋律编入响指声和贝斯。洛德在演唱歌曲用的是在F♯3到F♯5之间的次女高音音域。歌曲歌词关注当代艺人的奢靡生活方式。《环球邮报》的布拉德·惠勒（Brad Wheeler）表示，歌曲表达出对嘻哈艺人“宝石迷阵般的生活节奏”的不以为然：“但歌词里总说着：金牙、美酒、浴室里吸毒”（But every song’s like gold teeth, Grey Goose, trippin’ in the bathroom）。《卫报》的保罗·莱斯特称歌曲主题好比《爱情俱乐部EP》（The Love Club EP）的〈百万美元钞票〉（"Million Dollar Bills"）和《纯粹女英雄》的〈网球场〉。

## 专业评价
歌曲获得影评人的广泛赞誉。数码间谍给予歌曲四星评价（满分五星），称赞歌曲的“让人印象深刻的上瘾叠句在它的质朴上茁壮成长”。而其他评价则褒贬不一，《单曲点唱机》（The Singles Jukebox）的评价为3分到8分（满分10）。《卫报》的邓肯·格里夫（Duncan Greive）给予将歌曲正面评价的重点放在洛德的声线表现和歌曲歌词内容上。他写道：“制作过程多余且令人难忘，人声不知何故同时表现得脆弱且专横，但歌曲的歌词推动歌曲在英国和美国榜上登顶”，还称赞歌曲对浪费和财富的“直接抨击”。
歌曲被众多媒体认定为2013年最好的歌曲之一。《Spin》在它的年度50佳歌曲榜单中，将歌曲列入第15位，并评论称：“真正的艺术流行乐很少有这样的自我宣扬”。《时代》作家道格拉斯·沃尔克（Douglas Wolk）写道：“歌曲尖锐反对强加给资本主义受害者的愿望”，将歌曲放在他的2013年十佳歌曲榜的第十位。与此同时，《声音效果》的将歌曲列入年度最佳歌曲，《滚石》将其列入年度第二佳单曲。2013年12月18日，《公告牌》编辑杰森·利普舒茨（Jason Lipshutz）、艾丽卡·拉米雷斯（Erika Ramirez）和布拉德·威特（Brad Wete）将歌曲提名为年度第三佳歌曲。《时代》杂志将歌曲列入2013年最佳歌曲榜单的第20位。《乡村之声》的Pazz & Jop年度评论员投票将歌曲列入2013年最佳歌曲榜的第二位，紧随蠢朋克的之后。
2013年10月15日，联合创作人艾拉·叶里奇-奥康纳和喬爾·立特赢得表彰新西兰原创歌曲的2013年APRA银卷轴奖。在第56届格莱美奖上，歌曲赢得年度唱片、年度歌曲和最佳流行个人演出三项提名。歌曲最终赢得后两项奖。歌曲还在2013年新西兰音乐奖上赢得年度歌曲奖。

## 音乐录影带
歌曲官方录影带由乔尔·科法利（Joel Kefali）执导，于2013年5月12日在洛德的YouTube官方频道发布，美国版则于2013年6月18日在她的Vevo帐号上发布。和歌曲主题一致，视频大多由普通青少年慢动作做平常事情的镜头组成。视频演员是洛德的同学。国际版还附上洛德唱歌的镜头，但洛德自己很少在视频中亮相。她这样解释自己没亮相的原因：“对我而言，音乐录影带就像创造一件艺术品，我想让它有电影的感觉，像一件让你自己沉浸其中的作品。让我参与其中没有必要。所以我只是稍微出现在里头，但我觉得这很不错。”
美国版采用了跟国际版相同的片段，但穿插了更多洛德唱歌的镜头。开头和结束的画面被省略，暗喻洛德的另外两首歌曲。这个剪辑将时长从4分2秒缩减到3分21秒。美国版获得了3亿次观看的认证等级，并在2013年新西兰音乐奖上赢得最佳录影带奖。视频在2014年MTV音乐录影带大奖上赢得“最佳摇滚视频”奖，当时视频获得3.87亿观看，截至2016年7月，累计观看次数已超过6亿次。
《纯粹女英雄》于2014年2月在日本发行时，洛德与日本插画家兼音乐人Akiakane联袂歌曲动画版音乐录影带。

## 现场表演
2013年8月13日，歌曲重制版在KCRW电台节目《多彩早晨》上现场录制。2013年10月1日，洛德首次在《吉米·法伦深夜秀》献上歌曲的美国电台荧屏首秀，当时她身着白裙，有键盘手和鼓手伴奏。〈白牙少年〉（"White Teeth Teens"）也在节目中表演，但只在网上播出。后来她于2013年10月4日的VH1电视节目《早晨活力现场秀》演唱了这首歌，当时她衣着黑色高领毛衣和裙子。2013年10月9日，她在美国访谈节目《艾伦秀》上表演该曲。洛德用歌曲为2013年新西兰音乐奖开场。2014年1月，洛德在第56届格莱美奖上演唱该曲 。在2014年全英音乐奖上，洛德与解密兄弟联袂奉献歌曲电音版。歌曲和之后的于2014年2月19日由全英音乐奖在iTunes Stores发布。歌曲销售收益将捐给战争儿童。歌曲在英国单曲排行榜上名列第72位。

## 曲目列表
| 数字下载 1. "Royals" – 3:09 新西兰双曲下载第一版 1. "Royals" – 3:10 2. "400 Lux" – 3:54 新西兰双曲下载第二版 1. "Royals" – 3:10 2. "Tennis Court" – 3:18 | 单曲 1. "Royals" – 3:09 2. "Bravado" – 3:41 全英音乐奖表演数字现场版 1. "Royals/White Noise"（全英音乐奖Live） （featuring AlunaGeorge） – 4:59 |

## 榜单表现
| Chart (2013–14)                                           | 最高排名 |
| --------------------------------------------------------- | -------- |
| Australia Digital Track Chart (ARIA)                      | 2        |
| 奥地利（Ö3四十强单曲榜）                                  | 2        |
| 比利时佛兰德（Ultratop五十强单曲榜）                      | 1        |
| 比利时瓦隆（Ultratop五十强单曲榜）                        | 1        |
| 保加利亚（保加利亚音乐制作人协会单曲榜）                  | 2        |
| 巴西（《公告牌》Brasil Hot 100）                          | 20       |
| 巴西（《公告牌》Brasil Hot Pop Songs） (Billboard Brasil) | 3        |
| 加拿大（Canadian Hot 100）                                | 1        |
| 加拿大（《告示牌》Canada AC）                             | 1        |
| 加拿大（《告示牌》Canada CHR）                            | 1        |
| 加拿大（《告示牌》Canada Hot AC）                         | 1        |
| 加拿大（《告示牌》Canada Rock）                           | 9        |
| Croatia (Airplay Radio Chart)                             | 1        |
| 捷克（電台百強單曲榜）                                    | 7        |
| 捷克（百強數位單曲榜）                                    | 20       |
| 丹麥（Hitlisten单曲榜）                                   | 3        |
| 歐洲（《告示牌》Euro Digital Song Sales）                 | 1        |
| Finland (Suomen virallinen lista)                         | 8        |
| 法国（法國唱片出版業公會單曲榜）                          | 4        |
| 德国（德國官方單曲榜）                                    | 8        |
| 匈牙利（四十强电台榜）                                    | 32       |
| 匈牙利（四十強單曲榜）                                    | 10       |
| 愛爾蘭（愛爾蘭唱片音樂協會单曲榜）                        | 1        |
| 以色列（媒体森林电台榜）                                  | 1        |
| 意大利（意大利音乐产业联盟单曲榜）                        | 1        |
| 日本（Japan Hot 100）                                     | 16       |
| Mexican Anglo Chart (Monitor Latino)                      | 11       |
| 荷兰（荷蘭四十強單曲榜）                                  | 4        |
| 荷兰（百强单曲榜）                                        | 4        |
| 新西兰（新西兰唱片音乐协会单曲榜）                        | 1        |
| 挪威（世道單曲榜）                                        | 3        |
| 波蘭（波蘭百大電台榜）                                    | 11       |
| Portugal Digital Songs (Billboard)                        | 2        |
| 蘇格蘭（官方榜单公司單曲榜）                              | 1        |
| Slovakia (Rádio Top 100 Oficiálna)                        | 4        |
| 斯洛伐克（百強數位單曲榜）                                | 61       |
| 南非（非洲娛樂監測单曲榜）                                | 3        |
| 西班牙（西班牙音樂製作協會）                              | 9        |
| 瑞典（瑞典最熱榜）                                        | 4        |
| 瑞士（瑞士热门音乐榜）                                    | 3        |
| 英國（官方榜单公司單曲榜）                                | 1        |
| Ukraine (FDR Pop Singles)                                 | 11       |
| 美国（《告示牌》百大單曲榜）                              | 1        |
| 美國（《告示牌》Hot Rock Songs）                          | 1        |
| 美國（《告示牌》成人當代單曲榜）                          | 2        |
| 美國（《告示牌》Adult Pop Airplay）                       | 1        |
| 美國（《告示牌》Dance Club Songs）                        | 14       |
| 美國（《告示牌》Latin Pop Airplay）                       | 19       |
| 美國（《告示牌》Pop Airplay）                             | 1        |
| 美國（《告示牌》R&B/Hip-Hop Airplay）                     | 3        |
| 美國（《告示牌》Rhythmic Songs）                          | 2        |
| Venezuela Pop/Rock General (Record Report)                | 1        |

| 榜单（2013年）                         | 排名 |
| -------------------------------------- | ---- |
| 奥地利（Ö3四十強音樂榜）               | 46   |
| 比利时（Ultratop佛兰德五十强单曲榜）   | 43   |
| 比利时（Ultratop瓦隆五十强单曲榜）     | 68   |
| 加拿大（Canadian Hot 100）             | 18   |
| 丹麦（Tracklisten）                    | 39   |
| Germany (Media Control AG)             | 59   |
| 意大利（意大利音乐产业联盟单曲榜）     | 53   |
| 荷兰（荷兰四十强音乐榜）               | 17   |
| 荷兰（荷兰百强单曲榜）                 | 15   |
| 新西兰（新西兰唱片音乐协会单曲榜）     | 2    |
| 瑞典（瑞典最热榜）                     | 75   |
| 瑞士（瑞士热门音乐榜）                 | 51   |
| 英国（官方榜单公司单曲榜）             | 44   |
| 美国（Billboard Hot 100）              | 15   |
| US Hot Rock Songs (Billboard)          | 3    |
| US Adult Alternative Songs (Billboard) | 5    |
| 美国（《公告牌》Adult Top 40）         | 23   |
| US Alternative Songs (Billboard)       | 12   |
| 美国（《公告牌》Mainstream Top 40）    | 27   |
| 美国（《公告牌》Rhythmic）             | 35   |

| Chart (2014)                       | Position |
| ---------------------------------- | -------- |
| 加拿大（Canadian Hot 100）         | 35       |
| Germany (Official German Charts)   | 98       |
| 意大利（意大利音乐产业联盟单曲榜） | 64       |
| 日本（Japan Hot 100）              | 92       |
| 英国（官方榜单公司单曲榜）         | 98       |
| 美国（Billboard Hot 100）          | 20       |
| US Hot Rock Songs (Billboard)      | 3        |
| 美国（《公告牌》Adult Top 40）     | 37       |

| 榜单                         | 排名 |
| ---------------------------- | ---- |
| 美国（《告示牌》百大單曲榜） | 65   |

## 认证
</ref>}}
| 地區                                                                       | 认证    | 认证单位/销量 |
| -------------------------------------------------------------------------- | ------- | ------------- |
| 澳大利亚（澳大利亚唱片业协会）                                             | 9× 白金 | 630,000‡      |
| 比利时（比利時唱片音樂協會）                                               | 金      | 15,000*       |
| 加拿大（加拿大音乐协会）                                                   | 7× 白金 | 560,000‡      |
| 丹麦（國際唱片業協會丹麥分會） 流媒体                                      | 白金    | 1,800,000†    |
| 德国（聯邦音樂產業協會）                                                   | 3× 金   | 450,000‡      |
| 意大利（意大利音乐产业联盟）                                               | 2× 白金 | 60,000‡       |
| 新西兰（新西兰唱片音乐协会）                                               | 6× 白金 | 90,000*       |
| 挪威（國際唱片業協會挪威分会）                                             | 5× 白金 | 50,000‡       |
| 瑞典（瑞典唱片業協會）                                                     | 4× 白金 | 160,000‡      |
| 瑞士（國際唱片業協會瑞士分会）                                             | 金      | 15,000^       |
| 英国（英国唱片业协会）                                                     | 2× 白金 | 1,200,000‡    |
| 美国（美國唱片業協會）                                                     | 钻石    | 10,000,000‡   |
| 委内瑞拉 (APFV)                                                            | 白金    | 10,000^       |
| 总结                                                                       |         |               |
| 全球（IFPI）                                                               | —       | 22,000,000    |
| *僅含認證的實際銷量 ^僅含認證的出貨量 ‡僅含認證的+實際銷量 †僅含認證的銷量 |         |               |

†自2013年5月来，RIAA数字单曲销量认证包括除下载外的点播音频及（含）视频歌曲流媒体

## 发行历史
| 国家   | 日期           | 格式                           | 唱片公司                    | 商品编码      |
| ------ | -------------- | ------------------------------ | --------------------------- | ------------- |
| 美国   | 2013年6月3日   | 成人专辑另类音乐               | Lava唱片 （ 英语 ： Lava Records） 聯眾 | None          |
| 奥地利 | 2013年8月2日   | 数字下载                       | 环球                        | None          |
| 比利时 | 2013年8月2日   | 数字下载                       | 环球                        | None          |
| 丹麦   | 2013年8月2日   | 数字下载                       | 环球                        | None          |
| 芬兰   | 2013年8月2日   | 数字下载                       | 环球                        | None          |
| 希腊   | 2013年8月2日   | 数字下载                       | 环球                        | None          |
| 印尼   | 2013年8月2日   | 数字下载                       | 环球                        | None          |
| 爱尔兰 | 2013年8月2日   | 数字下载                       | 环球                        | None          |
| 日本   | 2013年8月2日   | 数字下载                       | 环球                        | None          |
| 挪威   | 2013年8月2日   | 数字下载                       | 环球                        | None          |
| 法国   | 2013年8月5日   | 数字下载                       | 环球                        | None          |
| 意大利 | 2013年8月5日   | 数字下载                       | 环球                        | None          |
| 卢森堡 | 2013年8月5日   | 数字下载                       | 环球                        | None          |
| 葡萄牙 | 2013年8月5日   | 数字下载                       | 环球                        | None          |
| 新加坡 | 2013年8月5日   | 数字下载                       | 环球                        | None          |
| 西班牙 | 2013年8月5日   | 数字下载                       | 环球                        | None          |
| 美国   | 2013年8月12日  | 当代热门电台                   | Lava 聯眾                   | None          |
| 美国   | 2013年9月3日   | 节奏当代                       | Lava 聯眾                   | None          |
| 德国   | 2013年9月13日  | 数字下载                       | 环球                        | None          |
| 意大利 | 2013年9月20日  | 当代热门电台                   | 环球                        | None          |
| 德国   | 2013年12月10日 | CD单曲                         | 环球                        | 0602537693191 |
| 英国   | 2014年2月16日  | 数字下载                       | 维京                        | 无            |
| 全球   | 2014年2月19日  | "Royals/White Noise" 下载      | 全英音乐奖                  | 无            |
| 新西兰 | 2014年4月4日   | "Royals" / "400 Lux" 下载      | 环球                        | 无            |
| 新西兰 | 2014年4月4日   | "Royals" / "Tennis Court" 下载 | 环球                        | 无            |